# Servais Théodore Pinckaers
Servais Théodore Pinckaers OP (ur. 30 października 1925 w Liège, zm. 7 kwietnia 2008 we Fryburgu) – teolog moralista, ksiądz katolicki i członek zakonu kaznodziejskiego (Dominikanie). Miał szczególnie duży wpływ na odnowę katolickiej teologii moralnej i chrystologiczne podejście do chrześcijańskiej etyki cnót .

## Życiorys
Servais (imię zakonne) Théodore Pinckaers OP urodził się 30 października 1925 w Liège w Belgii. Wychował się w wiosce Wonck (obecnie część gminy Bassenge) w belgijskim regionie Walloon. W latach 1937–1943 uczył się w gimnazjum klasycznym Collège Royal Marie-Thèrese w Herve. W 1943 roku został przyjęty do Seminarium Duchownego w Saintè-Trond, gdzie odbył dwuletnie studia filozoficzne. W 1945 wstąpił do zakonu dominikanów gdzie kontynuował studia filozoficzno-teologiczne w klasztorze La Sarte w Huy. W 1951 przyjął święcenia prezbiteratu.
W 1952 uzyskał licencjat z teologii pod kierownictwem Jèrôme Hammera, za pracę Le Surnaturel chez Henri de Lubac (Nadprzyrodzoność u Henri de Lubaca). Następnie studiował na Papieskim Uniwersytecie Angelicum uzyskując doktorat z teologii. Jego praca, którą napisał pod kierunkiem Louis-Bertrand Gillona była studium nad średniowieczną teologią nadziei, zatytułowaną: La nature vertueuse de l’espérance: de Pierre Lombard à St. Thomas d’Aquin (Nadzieja jako cnota: od Piotra Lombarda do św. Tomasza z Akwinu, 1954). Tam też opiekował się rocznikiem Reginalda Garrigou-Lagrange, Paula Philippe i Mario Luigi Ciappi. Po ukończonych studiach wrócił do dominikańskiego studium w La Sarte jako wykładowca teologii moralnej w latach 1954–1965.
W czasie pobytu w La Sarte Pinckaers podjął się po raz pierwszy dzieła odnowy współczesnego rozumienia teologii moralnej zapowiadanego przez Sobór watykański II. Owocem tych badań były artykuły publikowane w różnych miejscach, a następnie wydane razem w jego przełomowych studiach: Le renouveau de la morale (1964; Wstęp: Marie-Dominique Chenu). Również w La Sarte napisał analizę tekstu i komentarz do 6 z 21 zagadnień Prima Secundae (traktatu O uczynkach) do dwujęzycznej (francusko-łacińskiej) edycji Sumy teologicznej Revue des Jeunes (1961 i 1965). Po zamknięciu studium w La Sarte w 1965 przeniósł się do klasztoru dominikanów w Liège i pełnił posługę duszpasterską przez następne osiem lat. Przez te lata kształtowały się jego pastoralne zainteresowania. 
Następnie w 1975 został wezwany w sprawie objęcia francuskojęzycznej katedry fundamentalnej teologii moralnej na Uniwersytecie we Fryburgu w Szwajcarii, gdzie uczył przez następne 25 lat. W 1980 został profesorem zwyczajnym. Pełnił też funkcję przeora fryburskiego klasztoru „Albertinum” oraz Dziekana Wydziału Teologicznego. Jako emerytowany profesor pozostał we Fryburgu, mieszkając w międzynarodowym klasztorze dominikanów św. Alberta Wielkiego do swojej śmierci 7 kwietnia 2008. Zmarł w wieku 82 lat.

## Zasługi i wyróżnienia
Pinckaers pracował w kilku rzymskich komisjach, w tym w komisji redagującej sekcję moralną Katechizmu Kościoła Katolickiego i komisji przygotowującej encyklikę Veritatis splendor. Od 1989 do 2005 był konsultantem Kongregacji ds. Wychowania Katolickiego, a od 1992 do 1997 członkiem Międzynarodowej Komisji Teologicznej. W 1990 otrzymał tytuł Magistra Świętej Teologii, najwyższe akademickie wyróżnienie nadawane w zakonie dominikańskim. W 2000 otrzymał honorowy doktorat Papieskiego Instytutu Studiów nad Małżeństwem i Rodziną Papieskiego Uniwersytetu Laterańskiego.

## Teologia
Dzieło Pinckaersa prezentuje kompletną wizję katolickiej teologii moralnej. Jego centralnymi spostrzeżeniami dla odnowy teologii moralnej są: 
1. zainteresowanie Eucharystią,
2. prymat Bożego Słowa[1] jako słowa żyjącego, które mówi do wszystkich pokoleń i które jest większe od każdego ludzkiego – zaledwie – słowa,
3. fundamentalne znaczenie ojców Kościoła, szczególnie Augustyna,
4. trwały wkład spojrzenia i metody Tomasza z Akwinu[2],
5. badanie i dialog z antyczną i współczesną filozofią i nauką.

Uważał, że akademickie rozczłonkowanie dyscyplin teologicznych niesie ze sobą niebezpieczeństwo zafałszowania natury teologii. Powracając do akwinatskiego modelu jej rozumienia odsłanianego przez biblijne, patrystyczne, magisterialne i współczesne źródła, zauważył, że połączenie filozoficznej, moralnej, duchowej i teologicznej perspektywy jest potrzebne w porządku sprawiedliwości działania chrześcijańskiego i wzajemnej zależności natury i łaski, prawa i roztropności, ludzkiej i boskiej interakcji w pogoni za rozkwitem chrześcijaństwa. Właśnie przez zwracanie uwagi na w pełni chrześcijańskie działanie moralne jego 25 książek i ponad 300 artykułów ma charakter zarówno akademicki, jak i duszpasterski.
Teologia moralna Pinckaersa konsekwencją myślenia w tych samych kategoriach co autorzy Nowego Testamentu, Ojcowie Kościoła i św. Tomasz z Akwinu. W ich refleksji widać oddźwięk do głębi ludzkiego pragnienia szczęścia. Jest to jednocześnie doskonały przykład wcielania w życie postulatów soborowych. Taki sposób myślenia i podejmowania problemów teologicznych i etycznych jest próbą zaprezentowania doskonalszej, bardziej wymagającej koncepcji życia. Dążenie do doskonałości, świętości, po Soborze watykańskim II nie jest już domeną grupy wybranych. Świętość jest powszechnym powołaniem, a powszechne pragnienie szczęścia jest tego wyrazem. Taka wizja nie pozwala na utrzymanie moralności minimalistycznej, której zagraża legalizm. W sposób naturalny wyłania się potrzeba integralnej teologii moralnej opartej nie tylko na prawie, ale także na pragnieniu szczęścia, które jest pragnieniem „czegoś więcej”.

## Wybrane publikacje
- Źródła moralności chrześcijańskiej. Jej metoda, treść, historia, przeł. Agnieszka Kuryś, Wydawnictwo W drodze, Poznań 1994.
- Le Renouveau de la Morale. Études pour une morale fidèle àses sources et à sa mission présente, Préface de M. D. Chenu, Casterman, Tournai 1964.
- Morality: the Catholic view, preface by Alasdair McIntyre, translated by Michael Sherwin, St. Augustine’s Press, South Bend, Indiana 2001.
- Życie duchowe chrześcijanina według św. Pawła i św. Tomasza z Akwinu, tłum. Aldona Fabiś, Wydawnictwo Pallottinum, Poznań 1998.
- Szczęście odnalezione, tłum. Piotr Siejkowski, Wydawnictwo W drodze, Poznań 1998.
- My Sources, Communio: International Catholic Review, 1999, nr 26, s. 913–915.
- Sumienie a błąd, Communio, 1994, nr 5 (83), s. 60–72.
- Wolność człowieka dojrzałego (1), W drodze, 1990, nr 11 (207), s. 3–11.
- Wolność człowieka dojrzałego (2), W drodze, 1990, nr 12 (208), s. 39–45.